# Fraxinus velutina
Fraxinus velutina — вид квіткових рослин з родини маслинових (Oleaceae).

## Опис
Це повільноросле дерево. Це невелике листопадне дерево заввишки до 10 м із діаметром стовбура до 30 см. Кора шорстка сіро-коричнева, тріщинувата, пагони оксамитово-запушені. Листки 10–25 см завдовжки, перисто-складні з п'ятьма або сімома (іноді трьома) листочками довжиною 4 см і більше, з цільним або дрібнозубчастим краєм. Квіти утворюються невеликими кластерами ранньою весною; чоловічі та жіночі квітки на окремих деревах. Плід — крилатка 1.5–3 см завдовжки, з верхівковим крилом завширшки 4–8 мм.

## Поширення
Зростає в Північній Америці: Мексика (Сонора, Сан-Луїс-Потосі, Пуебла, Нуево-Леон, Дуранго, Коауіла, Чіуауа, Чіапас, Нижня Каліфорнія, Сакатекас, Веракрус, Тамауліпас, Агуаскальєнтес, Нижня Каліфорнія); США (Юта, Нью-Мексико, Невада, Каліфорнія, Аризона).
Fraxinus velutina росте в каньйонах, уздовж берегів струмків, у жовтих соснових лісах, чапаральних і прибережних лісах.

## Використання
З деревини цього виду виготовляють ручки для сокир. Вирощується також як декоративна.

## Галерея

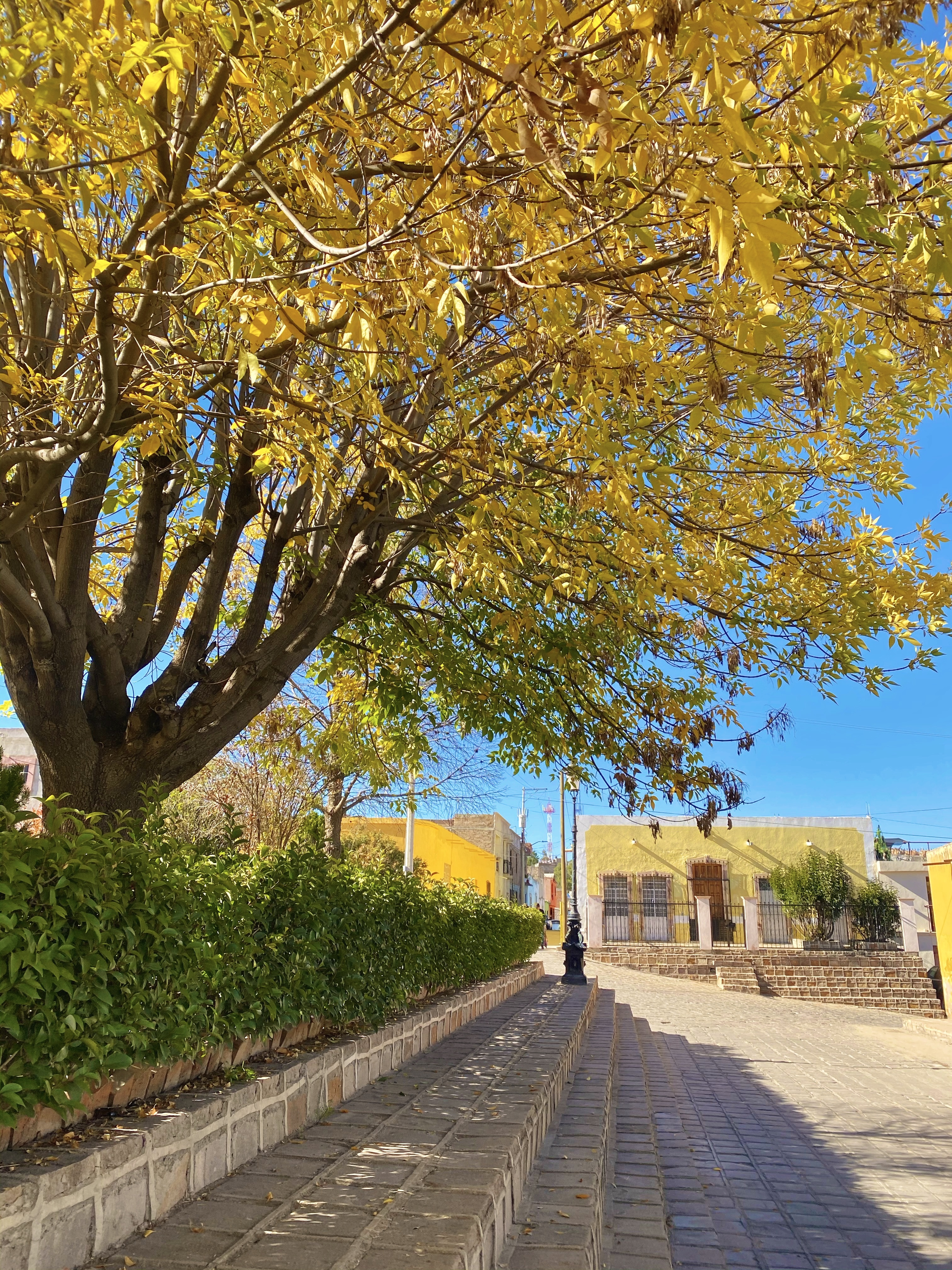
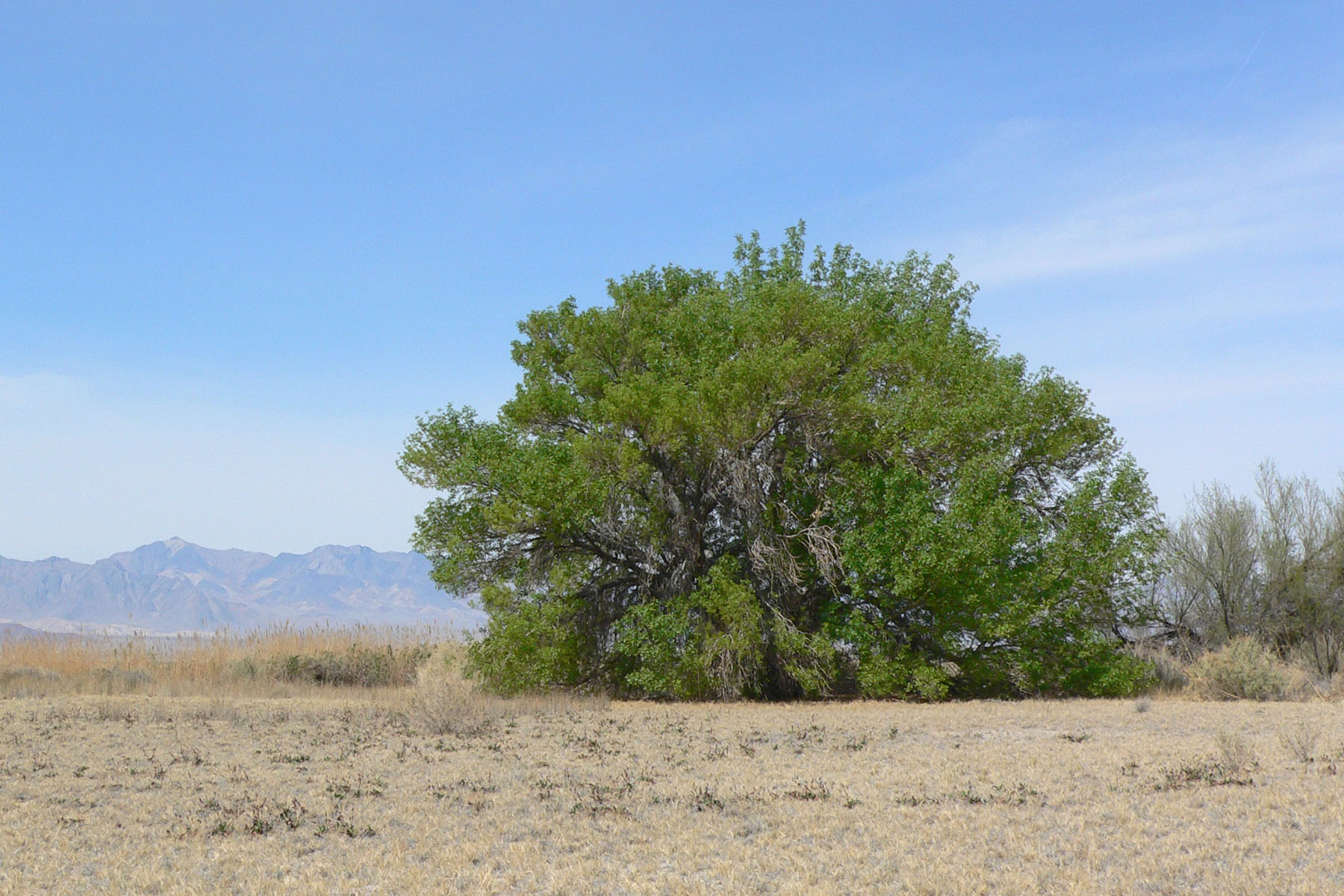
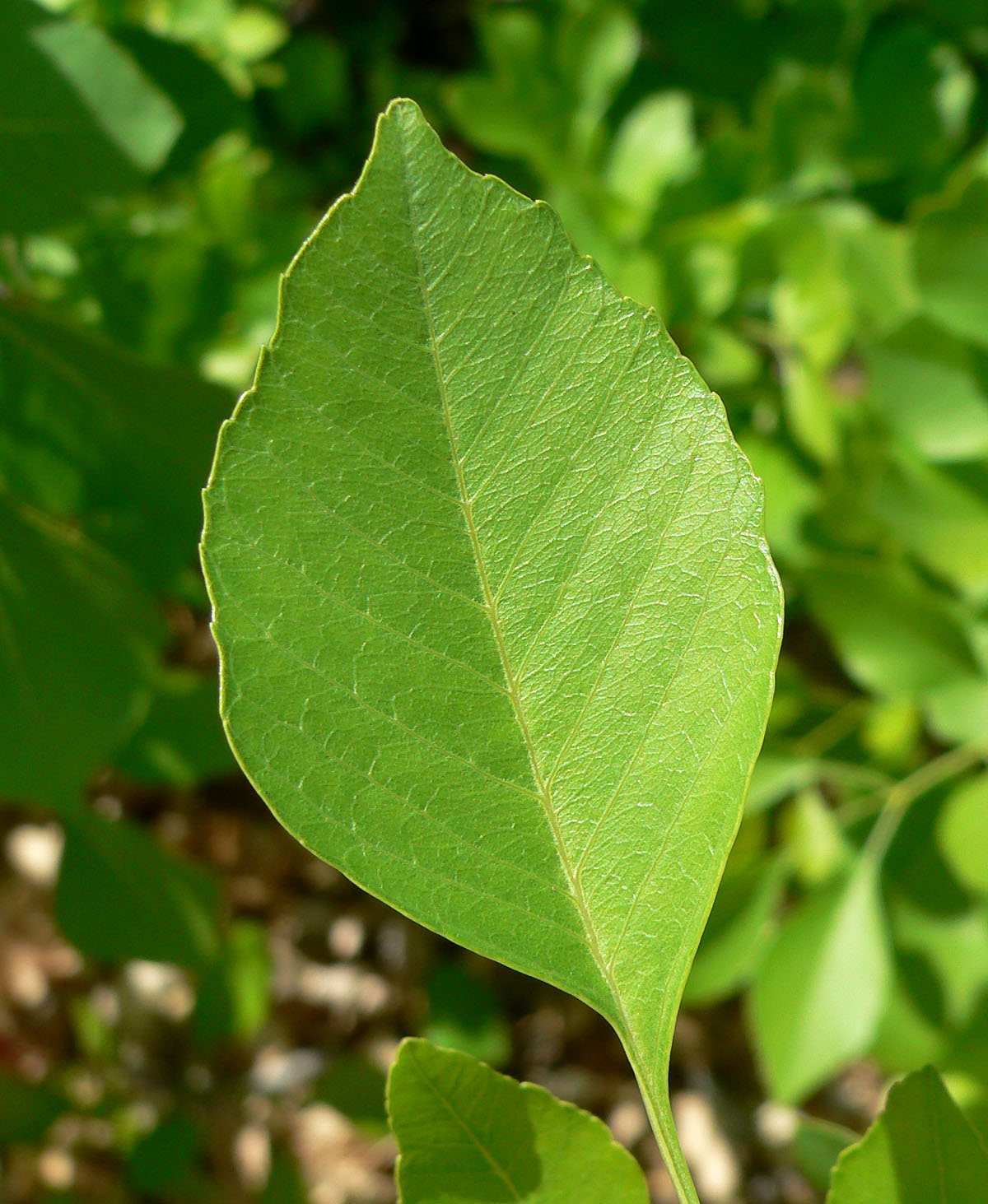